# ليوبولد موتسارت
يوهان غورغ ليوبولد موتسارت (بالألمانية: Johann Georg Leopold Mozart) ـ (14 نوفمبر 1719 ـ 28 مايو 1787) هو مؤلف موسيقي ومايسترو ومعلم وعازف كمان ألماني. وهو والد فولفغانغ أماديوس موتسارت ومعلمه، وله كتاب في الكمان عنوانه «رسالة في المبادئ الأساسية للعزف على الكمان» (بالألمانية: Versuch einer gründlichen Violinschule).

## روابط خارجية
- ليوبولد موتسارت على موقع IMDb (الإنجليزية)
- ليوبولد موتسارت على موقع الموسوعة البريطانية (الإنجليزية)
- ليوبولد موتسارت على موقع ألو سيني (الفرنسية)
- ليوبولد موتسارت على موقع ميوزك برينز (الإنجليزية)
- ليوبولد موتسارت على موقع أول موفي (الإنجليزية)
- ليوبولد موتسارت على موقع قاعدة بيانات الأفلام السويدية (السويدية)
- ليوبولد موتسارت على موقع أول ميوزيك (الإنجليزية)
- ليوبولد موتسارت على موقع ديسكوغز (الإنجليزية)